# Skamnarium complanatum
Skamnarium complanatum is een zachte koraalsoort uit de familie Alcyoniidae. De koraalsoort komt uit het geslacht Skamnarium. Skamnarium complanatum werd in 1977 voor het eerst wetenschappelijk beschreven door Verseveldt. 